# 1998 en santé et médecine
| Années de la santé et de la médecine : 1995 - 1996 - 1997 - 1998 - 1999 - 2000 - 2001    |
| Décennies de la santé et de la médecine : 1960 - 1970 - 1980 - 1990 - 2000 - 2010 - 2020 |

Cet article présente les faits marquants de l'année 1998 en santé et médecine.

## Décès
- 9 janvier : Wilbrod Bherer (né en 1905), avocat canadien, président du Centre hospitalier de l’université Laval.
- 27 février : George Hitchings (né en 1905), chimiste et biochimiste américain, lauréat du prix Nobel de médecine en 1988, « attribué conjointement avec James Black et Gertrude Elion pour leurs découvertes d'importants principes concernant l'élaboration des médicaments[1] ».